# Leandra laxa
Leandra laxa är en tvåhjärtbladig växtart som beskrevs av Célestin Alfred Cogniaux. Leandra laxa ingår i släktet Leandra och familjen Melastomataceae. Inga underarter finns listade i Catalogue of Life.